# 中瀬香寿子
中瀬 香寿子（なかせ かずこ）は、神奈川県生まれのフルート奏者、メンタルケア心理士。 
経歴 
東京藝術大学音楽学部器楽科フルート専攻卒業。
フルートを吉田雅夫、川崎優、金昌国、長谷川博らに師事。室内楽を、エディット・ピヒト＝アクセンフェルト、中川良平に師事。NHKオーディション合格。
ソロ、室内楽、オーケストラ、作曲家の新曲初演などのクラシック音楽の演奏活動の他、写真家、語り、観世流能楽師との共演など、他分野とのコラボレーションも積極的に行う。また、作曲家浜渦正志のゲーム、アニメ音楽の録音にも参加、同氏の作品「木弦二重奏 1957」(ヴァイオリンとフルートのための)はSONY α-CLOCKのサイトに使われている。
横浜ボランティア協会チャリティーコンサート実行委員を経て、2013年まで藤沢市トライアングルコンサート事務局長を務める。
メンタルケア心理士資格（内閣府認証特定非営利活動法人/医療福祉情報実務能力協会認定）取得。

2012年、The Alexander & Buono International Flute Competition （New York）プロフェッショナル部門において審査員特別賞を受賞。

スタジオレコーディングも積極的に行う。スクールガール・ストライカーズ（鈴木光人/スクウェア・エニックス）、ファイナルファンタジー（浜渦正志/同）、アニメ「貧乏神が！」（浜渦正志）等
2019年公開映画「カツベン！」（周防正行監督・周防義和音楽監督/日本アカデミー賞監督賞、音楽賞等受賞作）では俳優の演技指導と劇伴演奏で参加した。
また堀米綾(ハープ)とお寺の本堂などでの演奏会、作曲家でピアニストのShezooのライヴハウスに於けるバッハプロジェクト、教会の礼拝堂での災害支援チャリティコンサートやアルトフルート、バスフルートのソロ演奏も積極的に行うなど常に新しいプロジェクトの企画、演奏活動を展開中である。

## 主な受賞歴
- 2012年 『The Alexander & Buono International Flute Competition』 （New York） - プロフェッショナル部門審査員特別賞